# Fang Fang
Fang Fang (en xinès: 方方; en pinyin: Fāng fāng) és el pseudònim de Wang Fang (汪芳; Wāng fāng; nascuda l'11 de maig de 1955), una escriptora xinesa guanyadora del Premi Lu Xun de Literatura de 2010. Va néixer a Nanquín, a la província de Jiangsu. Va començar a estudiar xinès a la Universitat de Wuhan el 1978. El 1975 va començar a escriure poesia i, el 1982, va publicar la seva primera novel·la, Da Peng Che Shang (大篷车上). El 1987 va publicar la seva obra més important, Feng Jing (风景). També ha publicat les obres Qin Duan Kou (琴断口), Xing Yun Liu Shui (行云流水), Jiang Na Yi An (江那一岸) i Yi Chang San Tan (一唱三叹), totes ben rebudes per la crítica. La seva obra reflecteix sovint la vida de la gent pobre del seu país.

## Diari de Wuhan
Durant el confinament de Hubei de 2020 va començar a publicar a les xarxes socials el seu Diari de Wuhan (武汉日记), el qual explicava la seva experiència durant el dia a dia de confinament a causa de la pandèmia per coronavirus de 2019-2020, textos que es van difondre i compartir massivament.
Segons Global Times, un tabloide nacionalista sota l'administració del Partit Comunista xinès, la publicació del dietari suscitava indignació de l'audiència xinesa, a causa del seu relat sobre l'actuació autoritària del govern xinès i l'ús de recursos de segona mà. Les seves traduccions angleses i alemanyes estaven disponibles a la plataforma Amazon a partir del 8 d'abril, només dues setmanes després d'haver acabat l'original en xinès (que havia començat el dia 25 de març) i publicat a través de la xarxa Sina Weibo. Aquest interès per les editorials europees i les seves ràpides traduccions van despertar preocupació des del Govern xinès i el Global Times va publicar un article en el qual afirmava que el text de Fang Fang divulgava especulacions sense confirmar i «col·laboracions potencials amb influències estrangeres».
En el seu llibre, Fang Fang demana explícitament al Govern del seu país una excepció a la censura d'Internet a la Xina: «Benvolguts censors d'Internet, haurieu de deixar parlar a les persones de Wuhan!»
El llibre ha estat traduït al català el mateix any 2020 per Núria Parés Sellarès i publicat per Columna Edicions, amb el subtítol: «Seixanta dies des d'una ciutat en quarantena».

## Premis
El 2020, va ser nomenada una de les 100 dones de la BBC.